# Martina Granström
Anna Martina Granström, född 5 augusti 1991 i Uppsala, är en svensk simmare.
Granström deltog i sommar-OS 2012 i London, där hon blev utslagen i semifinalen.

## Meriter
- Världsmästerskapen i simsport 2009
  - 200 m fjäril: 27:a [4]
- Världsmästerskapen i simsport 2010
  - 200 m fjäril: 9:a[4]
- Världsmästerskapen i simsport 2011
  - 200 m fjäril: 11:a[4]

- Europamästerskapen i simsport 2009
  - 200 m fjäril: 5:a[4]
- Europamästerskapen i simsport 2010
  - 200 m fjäril: 14:e[4]

- Europamästerskapen i simsport 2012
  - 100 m fjäril: Silver[4]
  - 200 m fjäril: Brons[4]
  - 4x100 m medley: Brons[4]